# Oer Guedaz Guedeão
Oer Guedaz Guedeão ou Odório Guedas como também aparece grafado (c. 1040 -?) foi um nobre e Cavaleiro medieval do Condado Portucalense, encontra-se referenciado em documentos entre 1116 e 1118. Foi detentor de importantes latifúndios em terra de Chaves.

## Relações familiares
Foi filho de Gueda Guedeão "O velho" (1000 -?). Casou com Aragunte Gomes (1050 -?), de quem teve vários filhos, de entre eles destacou-se Urraca Oeriz Guedeão que veio a casar com Soeiro Pais Correia, sendo este ascendente do famoso mestre da Ordem do Hospital, e um filho, Pero Oeriz Guedeão, que foi quem esteve na origem da linhagem da família Aguilhar.
1. Marinha Oeriz.
2. Urraca Oeriz Guedeão (c. 1070 -?) casou com Soeiro Pais Correia.
3. Pero Oeriz Guedeão (c. 1070 -?) casou com Teresa Aires de Ambia, filha de Aires Ambia.
4. Mem Oeriz.
5. Rolão Oeriz.
6. Galvão Oeriz.
7. Flâmula Oeriz.
8. Gomes Oeriz.